# Aubigny (Deux-Sèvres)
 Aubigny  es una población y comuna francesa, en la región de Poitou-Charentes, departamento de Deux-Sèvres, en el distrito de Parthenay y cantón de Thénezay.

## Demografía
| 256 | 225 | 192 | 174 | 162 | 182 |
| Para los censos de 1962 a 1999 la población legal corresponde a la población sin duplicidades (Fuente: INSEE [Consultar]) |     |     |     |     |     |